# Rex Hobcroft
Rex Hobcroft   (12 de maig de 1925 - Perth, 23 de setembre de 2013) va ser un pianista, director d'orquestra, compositor, professor, jurat de competició i administrador musical australià. Va ser el primer pianista australià a interpretar en públic el cicle complet de les sonates per a piano de Beethoven; va dirigir tant el Conservatori Estatal de Música de Tasmània com el de Nova Gal·les del Sud; i va co-fundar el Concurs Internacional de Piano de Sydney.

## Biografia
Rex Kelvin Hobcroft va néixer a Renmark, Austràlia del Sud, el 1925. Durant la Segona Guerra Mundial va volar a la RAAF i, quan va acabar, es va unir a la petita empresa "Ansett Airways" emergent per pilotar-los durant diversos mesos. Va començar a estudiar a temps parcial al Conservatori de Música de Melbourne, a temps complet des del 1946 i es va graduar el 1948 amb honors de primera classe. Va viatjar a París per estudiar a "l'École Normale de Musique" el 1949–50.
El 1952 es va convertir en examinador de "l'Australian Music Examinations Board" i, des de 1952 fins a 56, va treballar com a especialista en música escolar a la secció de música, parla i teatre del Departament d'Educació d'Austràlia Occidental.
El juliol de 1957 va escriure música incidental per a una producció a la catedral de St George, Perth, de l'obra Murder in the Cathedral de T. S. Eliot.

## Conservatori de música de Queensland
El 1957 Rex Hobcroft va ser nomenat cap de fundació del departament de teclats del "Queensland Conservatorium of Music" de Brisbane. Va ser només el segon pianista designat per ocupar un lloc docent a temps complet en un conservatori a Austràlia. Va mantenir aquesta posició fins al 1961.
Durant aquests anys també va estar actiu com a pianista en solitari, concert i música de cambra i acompanyant vocal, i va viatjar molt per Austràlia. També va presentar una sèrie de programes d'agraïment musical a ABC Radio.

## Tasmània
El 1961 Hobcroft es va convertir en el cap de la Fundació del Departament de Música de la Universitat de Tasmània a Hobart. El 1962 va presentar el cicle complet de sonates per a piano de Beethoven en una sèrie de recitals setmanals a Hobart, el primer per a un pianista australià. Entre el públic hi havia la poeta Gwen Harwood, i es va inspirar a dedicar diversos poemes a Rex Hobcroft (incloent Four Impromptus i Estuary. L'any següent, Hobcroft va presentar Harwood al compositor Larry Sitsky, que va demostrar ser l'inici d'una col·laboració artística que finalment va produir sis òperes: The Fall of the House of Usher (1965), Lenz (1970), Fiery Tales (1975), Voices in Limbo (1977), The Golem (1980, interpretat el 1993) i De Profundis (1982).
Va organitzar un seminari nacional de compositors a Hobart el 1963. Hi van assistir la majoria dels compositors reconeguts aleshores a Austràlia. Juntament amb un seminari similar el 1965, va dirigir les estrenes mundials de tres òperes australianes. Aquests van incloure The Fall of the House of Usher (19 d'agost de 1965, Theatre Royal, Hobart). Més tard va ser cofundador i director de la "Tasmanian Opera Company".

## Conservatori de Música de Tasmània
El 1964, Rex Hobcroft va ser nomenat director fundador del "Tasmanian Conservatorium of Music", càrrec que va mantenir fins al 1971. Durant aquest temps (1967), va viatjar als Estats Units, Canadà, Anglaterra i Àsia com al "Tasmanià Churchill Fellow", estudiant mètodes d'educació musical. El 1968 va estudiar a la Universitat de les Arts de Tòquio.

## Conservatori Estatal de Música de Nova Gal·les del Sud
Hobcroft va dirigir el Conservatori Estatal de Música de Nova Gal·les del Sud (ara conegut com a "Sydney Conservatorium of Music") entre el 1972 i el 1982. L'any següent a la seva presa de possessió va començar allà el primer curs de jazz que va oferir una institució terciària australiana. Això va seguir un enfocament del músic de jazz Don Burrows. També va supervisar els primers cursos de música eclesiàstica i música electrònica, un ric programa d'artistes visitants i l'establiment de centres regionals de música. Altres cursos i activitats es van expandir a una escala sense precedents, i la influència de Hobcroft durant deu anys es considera tan significativa com la de Sir Eugene Goossens als anys cinquanta. Durant el seu lideratge, el Conservatori va adoptar el perfil educatiu modern reconegut avui. Es va realitzar la seva visió d'una "Universitat de la Música", en la qual es van enriquir mútuament disciplines musicals especialitzades, incloent actuacions clàssiques i de jazz, educació musical, composició i musicologia.
El 1973 va dirigir La caiguda de la casa d'Usher, de Larry Sitsky, en la qual va ser la primera representació nocturna d'una òpera al "Sydney Opera House". Del 1972 al 1982, va ser president dels "Federated Music Clubs d'Austràlia".

## Concurs internacional de piano de Sydney
El 1976 Rex Hobcroft va iniciar i cofundar el "Sydney International Competition Competition"", juntament amb Claire Dan i Robert Tobias. Va ser president del jurat de la competició inaugural el 1977 i, de nou, dels concursos de 1981, 1985 i 1988. En aquest temps va introduir moltes innovacions que han estat adoptades per diverses altres competicions internacionals.
El 1981, Peter Sculthorpe va dedicar a Hobcroft la seva obra per a piano Mountains, que havia estat encarregada pel "Piano Competition". Bedlam Hills per a cor i piano de James Penberthy està dedicat "a un Horncroft divertit".
Després de retirar-se del "New South Wales Conservatorium", va tornar a Perth, Austràlia Occidental. Però la retirada formal no va suposar la fi de les seves activitats musicals. Va presidir el comitè del Conservatori del govern estatal d'Austràlia Occidental. Això va recomanar l'establiment d'un conservatori de música en aquest estat, que es va implementar el 1985 com a "UWA School of Music".
Del 1992 al 1998 va ser patró de "l'Australian International Conservatorium".
Hobcroft va ser partidari del mètode Suzuki d'ensenyament de la música durant molts anys. El va introduir al conservatori de Tasmània i Sydney, i va ser el patró de Nova Gal·les del Sud i més tard les armes d'Austràlia Occidental de la "Suzuki Talent Education Association d'Austràlia".

## Jurat del concurs musical
A més de la seva presidència del jurat del "Sydney International Piano Competition 1977-88", Rex Hobcroft va ser convidat a formar part dels jurats d'altres certàmens musicals internacionals significatius. Aquests inclouen:
- X Concurs Internacional de Piano Chopin, Varsòvia, 1980
- 54è Concurs Mundial de Piano, Cincinnati, 1989[16][17]
- X Concurs Internacional de Piano Paloma O'Shea, Santander, 1990;[18] i assessor del XVII concurs el 2012.[18]
- 1er Concurs Internacional de Piano de la Xina, 1994.[19]
- XIV Concurs Internacional Txaikovski, Moscou, 1998.[20]
- 9è Concurs Internacional de Piano UNISA, Pretòria, Sud-àfrica, 2000.[21]
- Concurs internacional de piano Ettore Pozzoli, Seregno, Itàlia.[22]
- Concurs Liszt-Bartok, Budapest
- Concurs internacional de piano Gina Bachauer, EUA

## Honors
- El 1977 a Rex Hobcroft se li va concedir la medalla de jubileu de plata de la reina Isabel II.[10] En honor de la Queen's Birthday Honors del juny de 1990, va ser nomenat membre de l'Ordre d'Austràlia (AM).[23]
- El desembre de 2004, la Universitat de Tasmània li va atorgar un doctorat honorari en lletres.[6][24]
- El 2007 la Universitat Griffith el va honrar com a Doctor a la Universitat.[4][25]

## Personal
Rex Hobcroft es va casar i es va divorciar tres vegades, amb Victoria, Loretta (Lory) Lightfoot i Perpetua Durack-Clancy. Va ser pare de quatre fills i avi de sis.
Va escriure una autobiografia inèdita, titulada Australia's Con man. El manuscrit forma part dels fons de la Biblioteca Nacional d'Austràlia dels papers de Rex Hobcroft.
Va morir a Perth el 23 de setembre de 2013, als 88 anys.